# The Day Is My Enemy
The Day Is My Enemy (zu deutsch etwa: „Der Tag ist mein Feind“) ist das sechste Studioalbum der englischen Big-Beat-Band The Prodigy. Das Album wurde am 30. März 2015 von den Plattenfirmen Take Me To The Hospital in Großbritannien und Warner Bros. Records in den Vereinigten Staaten veröffentlicht.

## Titelliste
1. The Day Is My Enemy – 4:26
2. Nasty – 4:03
3. Rebel Radio – 3:52
4. Ibiza – 2:46
5. Destroy – 4:29
6. Wild Frontier – 4:28
7. Rok-Weiler – 3:51
8. Beyond The Deathray – 3:09
9. Rhythm Bomb – 4:12
10. Roadblox – 5:01
11. Get Your Fight On – 3:39
12. Medicine – 3:56
13. Invisible Sun – 4:16
14. Wall Of Death – 4:04

## Singleauskopplungen
Insgesamt wurden aus dem Album The Day Is My Enemy die folgenden Singles und EPs ausgekoppelt:

### Nasty
Der Song Nasty ist die 22. Singleauskopplung von The Prodigy und wurde offiziell am 12. Januar 2015 ausschließlich über digitale Medien veröffentlicht.

### The Day Is My Enemy
Der Song The Day Is My Enemy wurde als Promo-Single am 27. Januar 2015 ausschließlich über digitale Medien veröffentlicht.

### Wild Frontier
Der Song Wild Frontier ist die 23. Singleauskopplung von The Prodigy und wurde offiziell am 23. Februar 2015 über digitale Medien veröffentlicht. Das Cover wurde vom österreichischen Künstler und Designer Moritz Resl gestaltet. Am 16. März 2015 wurden drei zusätzliche Remixes des Songs ebenfalls ausschließlich über digitale Medien veröffentlicht. Eine Wild Frontier EP – auch bezeichnet als HMV Exclusive Remix EP – wurde am 30. März 2015 auf Single-CD veröffentlicht.

### Wall Of Death
Der Song Wall Of Death wurde als Promo-Single am 17. März 2015 ausschließlich über digitale Medien veröffentlicht.

### Ibiza
Der Song "Ibiza" ist die 24. Singleauskopplung von The Prodigy und wurde am 24. März 2015 vorerst ausschließlich über digitale Medien veröffentlicht. Am 18. April 2015 erschien zusätzlich eine limitierte Auflage auf 7"-Vinyl.

### Rhythm Bomb
Der Song Rhythm Bomb wurde als Promo-Single am 25. März 2015 ausschließlich über digitale Medien veröffentlicht.

### Get Your Fight On
Der Song Get Your Fight On wurde als Promo-Single am 26. März 2015 ausschließlich über digitale Medien veröffentlicht.

### The Night Is My Friend EP
Die fünf Songs umfassende The Night Is My Friend EP wurde am 31. Juli 2015 als Single-CD und über digitale Medien veröffentlicht. Die EP enthält vier Remixe sowie den bisher unveröffentlichten Song AWOL (Strike One).